# ジェレミー・トゥララン
ジェレミー・トゥララン（Jérémy Toulalan, 1983年9月10日 - ）は、フランス・ナント出身の元サッカー選手。元フランス代表。現役時代のポジションはミッドフィールダー。

## クラブ経歴
地元のFCナントからプロデビューし、2004-05シーズンにはリーグ最優秀若手選手とリーグベストイレブンに選出された。2006年にオリンピック・リヨンに移籍し、2006-07シーズンと2007-08シーズンにリーグ優勝を果たした。2006年10月11日のEURO2008予選のフェロー諸島戦でフランス代表デビューし、EURO2008と2010南アフリカW杯に出場した。

### ナント
地元のサッカークラブ、FCナントの下部組織出身で、2001-02シーズンのスタッド・レンヌとのブルターニュ・ダービーでプロデビューした。2002-03シーズンと2003-04シーズンは試合出場機会が限られたが、2004-05シーズンにはフィジカル能力に長けたミッドフィールダーとしての立ち位置を確立し、RCストラスブール戦ではFCナント在籍期間中唯一の得点を挙げた。クラブは降格ラインぎりぎりの17位に終わったが、個人の活躍は評価され、リーグ・アン最優秀若手選手とリーグ・アンベストイレブンに選出された。

### オリンピック・リヨン

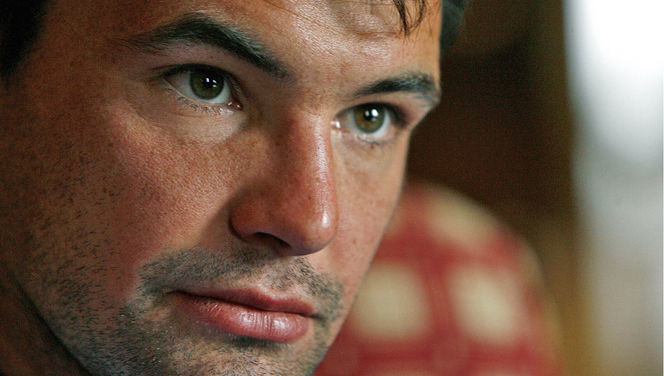
2010年2月のインタビューにて

2004年夏にはリーグ・アン3連覇中のオリンピック・リヨンが移籍金1000万ユーロを提示してトゥラランの獲得を狙ったが、ナントは拒否した。2005-06シーズン終了後にはマアマドゥ・ディアッラとジェレミー・クレマンを同時に失ったリヨンが再びトゥラランにオファーを出し、2006年5月19日に移籍金750万ユーロの4年契約で移籍した。ナントでは背番号17を着けていたが、2003年のコンフェデレーションズカップにおいて亡くなったカメルーン代表のマルク＝ヴィヴィアン・フォエ（リヨン在籍時に17番を着けていた）に敬意を表す気持ちから28番を選んだ。開幕の古巣・ナント戦でデビューし、フル出場した。主に4-3-3システムが採用されたチームの中盤でジュニーニョ・ペルナンブカーノ・キム・シェルストレーム・ティアゴ・メンデスらとトリオを組み、2位に勝ち点17差で6連覇を果たした原動力となった。
2007-08シーズンにはリーグ最優秀選手賞にノミネートされたが、チームメイトのカリム・ベンゼマにタイトルを譲った。2008年夏には多くのクラブがトゥララン獲得に乗り出し、パトリック・ヴィエラの代役を期待したアーセナルや、パリ・サンジェルマンに移籍したクロード・マケレレの後継者を探していたチェルシーFCなどが強い関心を示した。しかしリヨンにとどまることを望み、5月7日には2013年までの新契約を結んだ。2010年1月13日、リーグカップのFCメス戦で移籍後初得点を決めた。2010年夏にジャン＝アラン・ブームソンがギリシャのパナシナイコスFCに移籍したため、2010-11シーズンはセンターバックにコンバートされ、キャプテンマークを付けることも多くなった。しかし、後述のW杯での件もあり思うような活躍ができず、チームも低迷した。

### マラガ
2011年6月17日、スペインのマラガCFに約1100万ユーロの4年契約で移籍。自身初の国外でのプレーとなった。移籍後は主にセントラルミッドフィールダーとして出場している。

### モナコ
2013年7月6日、大型補強を行うASモナコへ移籍が決定。契約は2年間だが、1年の延長オプション付き。

### ボルドー
2016年6月29日、FCジロンダン・ボルドーへ自由移籍で加入。契約は2年間。

## 代表経歴
2000年、初の世代別代表となるU-17フランス代表に招集された。2006年にはU-21フランス代表としてUEFA U-21欧州選手権に出場し、準決勝でオランダに敗れた。大会ベストイレブンに選出されたが、同ポジションのMFリオ・マヴュバやMFイスマイル・アイサティも選ばれたため、トゥラランは左ウイングでの選出だった。
2006年8月24日、フランスA代表に初招集され、UEFA EURO 2008予選のフェロー諸島戦にフル出場してデビューを飾った。UEFA EURO 2008本大会のメンバーにも選ばれ、チームはグループリーグ敗退という期待外れの結果に終わったが、負傷したパトリック・ヴィエラに代わってレギュラーとして出場し、グループリーグ3試合全てにフル出場した数少ない選手となった。レイモン・ドメネク監督は事あるごとに「トゥラランはヴィエラの理想的な後継者である」と述べ、リオ・マヴュバやアルー・ディアッラ、ラッサナ・ディアッラを押しのけてレギュラーポジションを掴んだ。2010 FIFAワールドカップにも招集されたが、グループリーグで勝ち点1しか奪うことができずに敗退した。2010年8月6日、トゥラランを含む5人の代表選手がフランスサッカー協会規律委員会に召喚され、大会中にチームが置かれていた状況についての説明を求められた。8月17日、本大会出場選手全員に対して1試合の出場停止処分が下った。

## 人物・特徴
- シャイで謙虚な性格として知られている。シンプルなパス、優れたテクニック、効果的なタックルと堅実な守備が持ち味である[13]。本来のポジションは守備的ミッドフィールダーであるが、センターバックとしてもプレーできる。

## 所属クラブ
- 2001-2006  FCナント
- 2006-2011  オリンピック・リヨン
- 2011-2013  マラガCF
- 2013-2016  ASモナコ
- 2016-2018  FCジロンダン・ボルドー

## 代表歴

### 出場大会
- フランス代表
  - 2010 FIFAワールドカップ

### 試合数
- 国際Aマッチ 36試合 0得点（2006年-2010年）[14]

| フランス代表 | 国際Aマッチ | 国際Aマッチ |
| 年           | 出場        | 得点        |
| ------------ | ----------- | ----------- |
| 2006         | 1           | 0           |
| 2007         | 8           | 0           |
| 2008         | 13          | 0           |
| 2009         | 8           | 0           |
| 2010         | 6           | 0           |
| 通算         | 36          | 0           |

## タイトル

### クラブ
オリンピック・リヨン
- リーグ・アン：2回 (2006-07, 2007-08)
- クープ・ドゥ・フランス：1回 (2007-08)
- トロフェ・デ・シャンピオン：2回 (2006, 2007)

### 個人
- リーグ・アン最優秀若手選手賞 (2004-05)
- リーグ・アンベストイレブン：2回 (2004-05, 2007-08)